# Sokół (rejon kowelski)
Sokół (ukr. Сокіл) – wieś na Ukrainie w rejonie kowelskim, w obwodzie wołyńskim. W II Rzeczypospolitej miejscowość wchodziła w skład gminy wiejskiej Zgorany w powiecie lubomelskim województwa wołyńskiego.
30 sierpnia 1943 roku, mieszkańcy wsi wzięli udział w ataku oddziałów UPA na polskie wsie Ostrówki i Wolę Ostrowiecką.
5 października 1943 roku oddziały AK Kazimierza Filipowicza „Korda” i Władysława Czermińskiego „Jastrzębia” w odwecie za zabicie około 1050 Polaków z wiosek Ostrówki i Wola Ostrowiecka, spaliły wsie Sokół i sąsiednie Połapy, mordując lokalną ludność.
Do 2020 w rejonie lubomelskim.